# Sadovo (ort)
Sadovo (bulgariska: Садово) är en ort i Bulgarien.   Den ligger i kommunen Obsjtina Sadovo och regionen Plovdiv, i den centrala delen av landet, 150 km öster om huvudstaden Sofia. Sadovo ligger 154 meter över havet och antalet invånare är 2 656.
Terrängen runt Sadovo är platt, och sluttar norrut. Runt Sadovo är det ganska tätbefolkat, med 80 invånare per kvadratkilometer.. Närmaste större samhälle är Plovdiv, 15,2 km väster om Sadovo.
Trakten runt Sadovo består till största delen av jordbruksmark.